# Wahlen in Uruguay 1954
- PCU: 2
- PSU: 3
- UC: 6
- PC: 51
- PN: 35
- PNI: 3

- PSU: 1
- UC: 1
- PC: 17
- PN: 11
- PNI: 1

Die Regierungs- und Parlamentswahlen in Uruguay 1954 fanden am Sonntag, den 28. November 1954 statt.
Aus den gleichzeitig stattfindenden Regierungs- und Parlamentswahlen ging die Partido Colorado, der drei Sublemas angehörten, als Sieger hervor, der die Partido Nacional unterlag, der ebenfalls drei Sublema angehörten.
Bei den Wahlen, deren Wahlsystem nach der relativen Mehrheit im sogenannten Lema-System ausgerichtet war, wurde sowohl die mit der Verfassungsänderung von 1952 abermals eingeführte neunköpfige Kollegialexekutive, der sogenannten Consejo Nacional de Gobierno (CNG), als auch die 99 Abgeordneten und 31 Senatoren im Rahmen einer Verhältniswahl für eine Amtszeit von vier Jahren gewählt. Am 1. März 1955 trat der Consejo Nacional de Gobierno mit einer Mehrheit der Lista 15 die Amtsgeschäfte an. Er setzte sich dabei aus neun Mitgliedern zusammen. Diese Ratsmitglieder wurden – im Verhältnis 2:1 (sechs Ratsmitglieder / drei Ratsmitglieder) – von dem stärksten Sublema der Mehrheitspartei (also der Partido Colorado) und den beiden in der Minderheitspartei die Mehrheit auf sich vereinigenden Gruppen gestellt.
Die Sitzverteilung für das Abgeordnetenhaus stellte sich wie folgt dar:
- Partido Colorado: 51,5 % (die beiden stärksten Sublema: Lista 15 (Fraktion Luís Batlle Berres): 33,3 %; Lista 14 (traditionelle Batllismo-Fraktion): 15,2 %)
- Partido Nacional: 35,4 % (die beiden stärksten Sublema: Herrera-Fraktion: 22,2 %; Movimiento Popular Nacionalista: 12,1 %)
- andere Parteien: 13,1 %

Die Sitzverteilung in der Cámara de Senadores: 
- Partido Colorado: 54,8 %
- Partido Nacional: 35,5 %
- Andere Parteien: 6,4 %

## Wahlergebnis bezogen auf die Parteien
- Wahlberechtigte: 1.295.502
- Gültige Stimmen: 879.242
- Wahlbeteiligung: 67,86 %

| Partei                                     | Stimmen | Prozentsatz |
| ------------------------------------------ | ------- | ----------- |
| Partido Colorado                           | 444.429 | 50,5 %      |
| Partido Nacional                           | 309.818 | 35,24 %     |
| Partido Nacional Independiente             | 32.341  | 3,68 %      |
| Partido Unión Cívica del Uruguay           | 44.255  | 5,03 %      |
| Partido Socialista                         | 28.704  | 3,26 %      |
| Partido Comunista del Uruguay              | 19.541  | 2,22 %      |
| Partido Frente Anticolegialista del Pueblo | 89      | 0,01 %      |
| Partido Obrero                             | 65      | 0,01 %      |
| Gültige Stimmen                            | 879.242 | 100 %       |

Referenz für diese Tabelle: 